# Jean Titelouze
Jean (Jehan) Titelouze  (c. 1562/3 – 24 de outubro de 1633) foi um organista francês, poeta e compositor do período da Renascença.

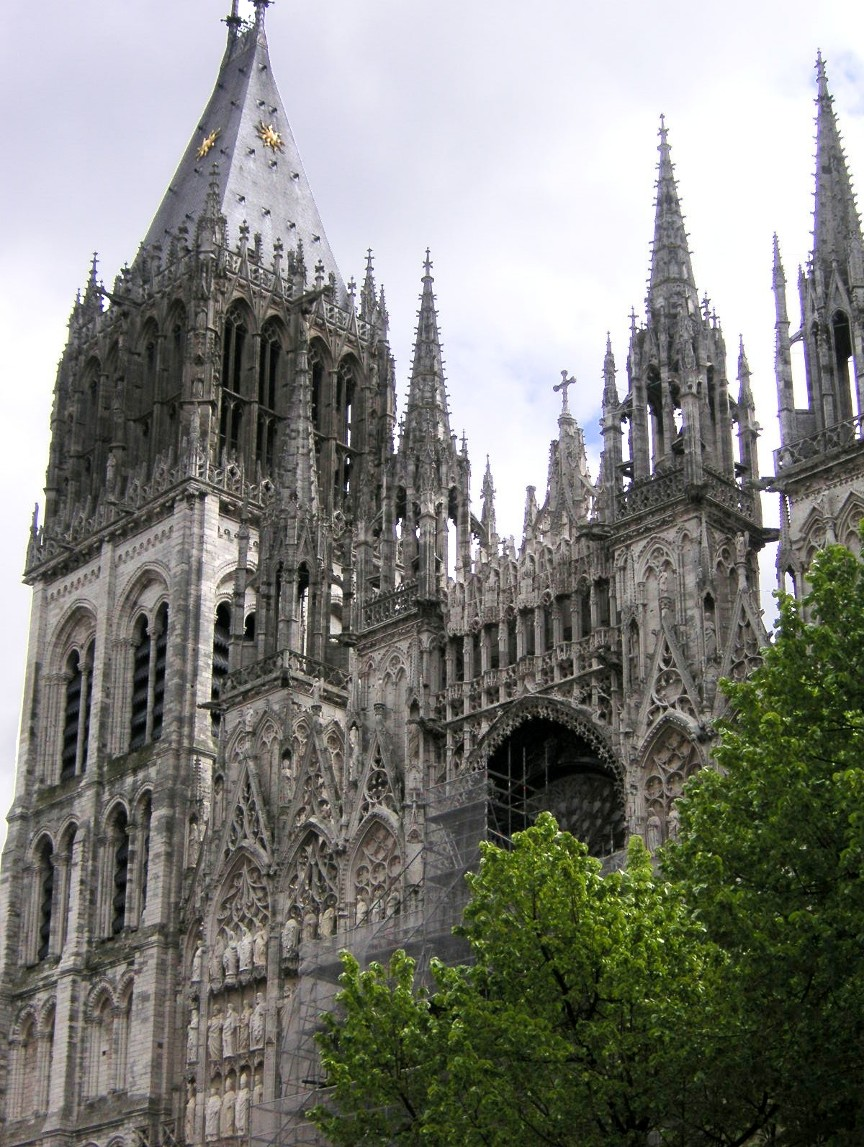
Catedral de Rouen, aonde Titelouze trabalhou desde 1588 até a sua morte